# Adolf Heinrich Schletter

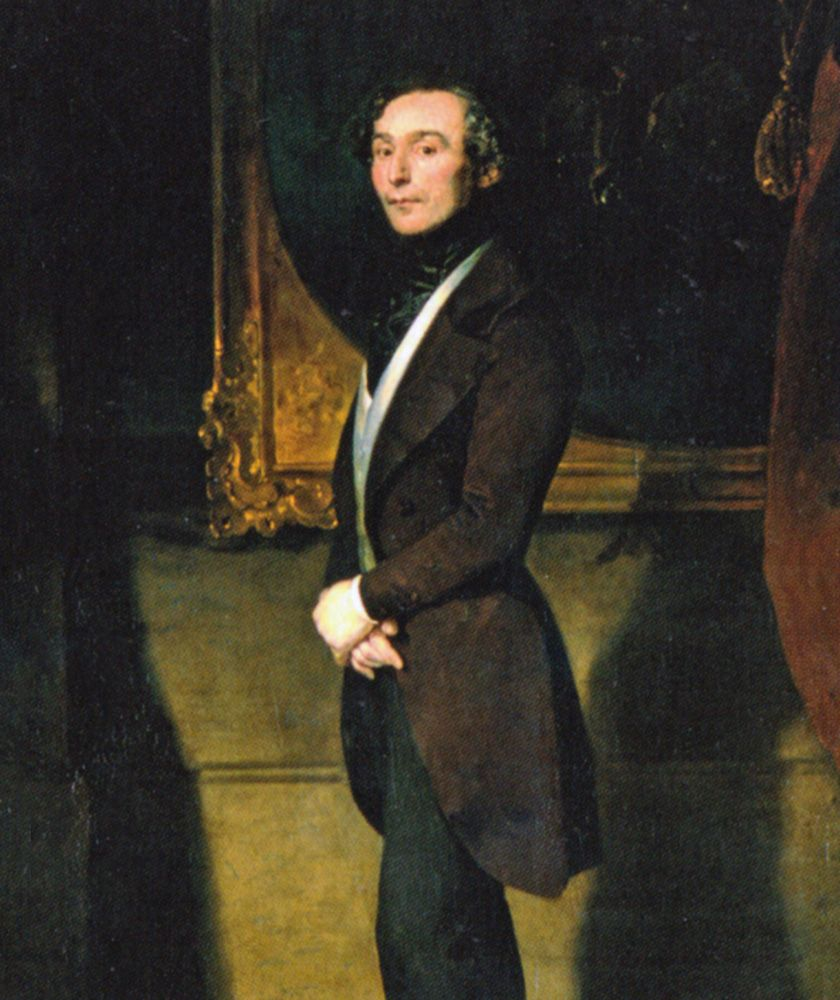
Adolf Heinrich Schletter. 1845
Gemälde von Ferdinand von Rayski

Adolf Heinrich Schletter (* 8. Januar 1793 in Leipzig; † 19. Dezember 1853 in Paris) war Seidenwarenhändler, Konsul und Stifter in Leipzig.

## Leben
Der Sohn des Seidenhändlers Salomon Gotthold Schletter (1750–1814) schloss sich nach seiner Lehrzeit 1813 dem Banner der freiwilligen Sachsen an. Von 1814 bis 1849 leitete er dann die von seinem Vater übernommene Firma, die auf den Handel mit französischen Seidenwaren spezialisiert war.
Seine umfangreiche Kunstsammlung, die 80 Gemälde und 17 Kleinplastiken umfasste, darunter das mit 12.000 Francs teuerste Bild der Sammlung, Napoleon in Fontainebleau, und ein Haus in der Petersstraße vermachte er testamentarisch der Stadt Leipzig. Dies geschah unter der Bedingung, dass innerhalb von fünf Jahren ein Museum für diese Sammlung gebaut werden solle. Am 18. Dezember 1858, am Vortag seines fünfjährigen Todestages, wurde das Museum der bildenden Künste eröffnet. Dank Schletter nahm Leipzig eine besondere Rolle bei der Vermittlung der französischen Malerei in Deutschland ein.
Adolf Heinrich Schletter unterstützte auch Schauspieler und Musiker, war mit Clara und Robert Schumann befreundet, und spendete für sozialen Einrichtungen.
Zu Ehren von Adolf Heinrich Schletter wurden ein Platz und eine Straße in Leipzig nach ihm benannt. 2011 wurde der Schletterplatz im Stadtbezirk Mitte, Ortsteil Zentrum-Süd, in Gaudigplatz umbenannt.

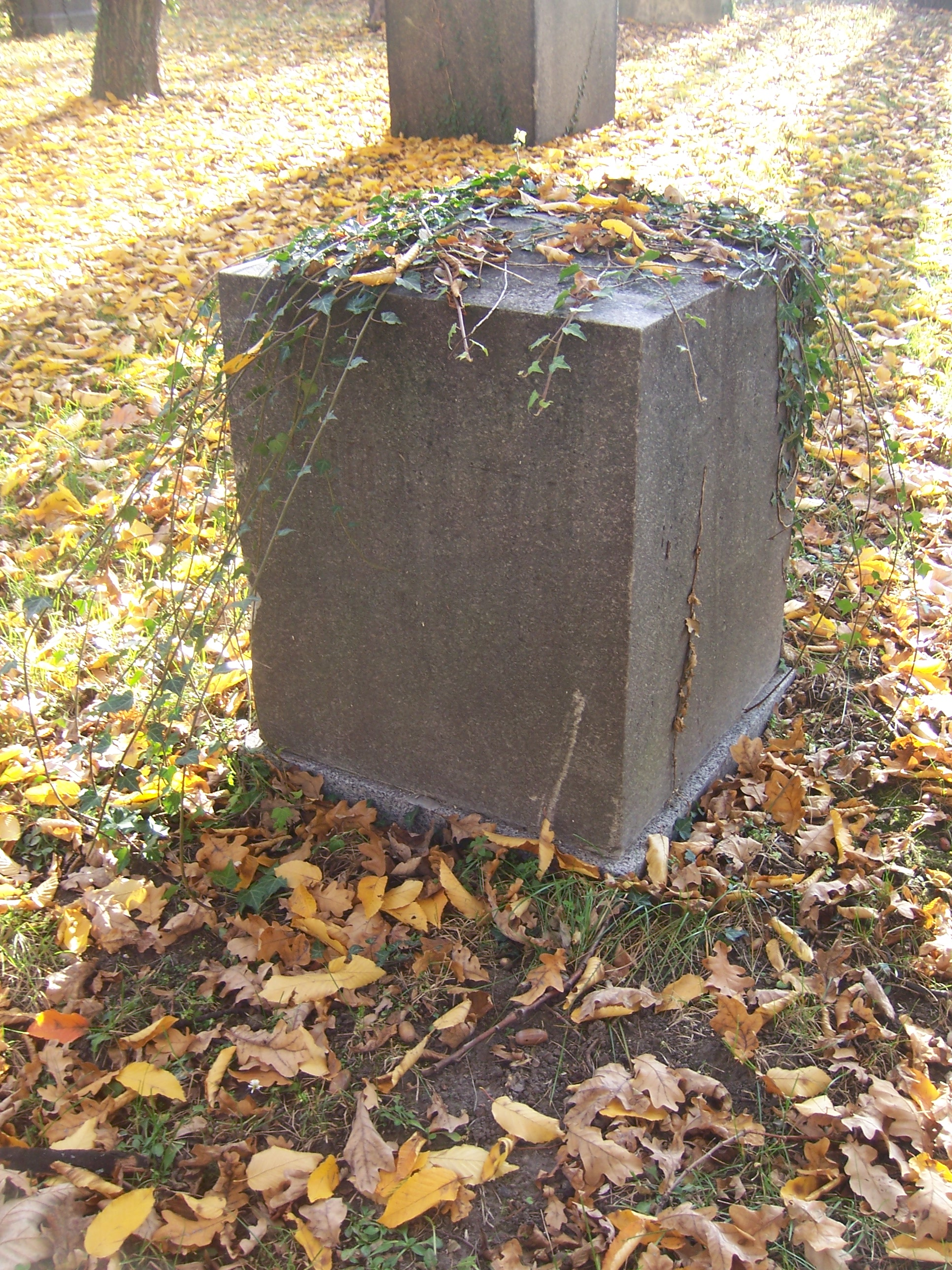
Originaler Grabstein Schletters vom Neuen Johannisfriedhof, jetzt: Lapidarium Alter Johannisfriedhof Leipzig
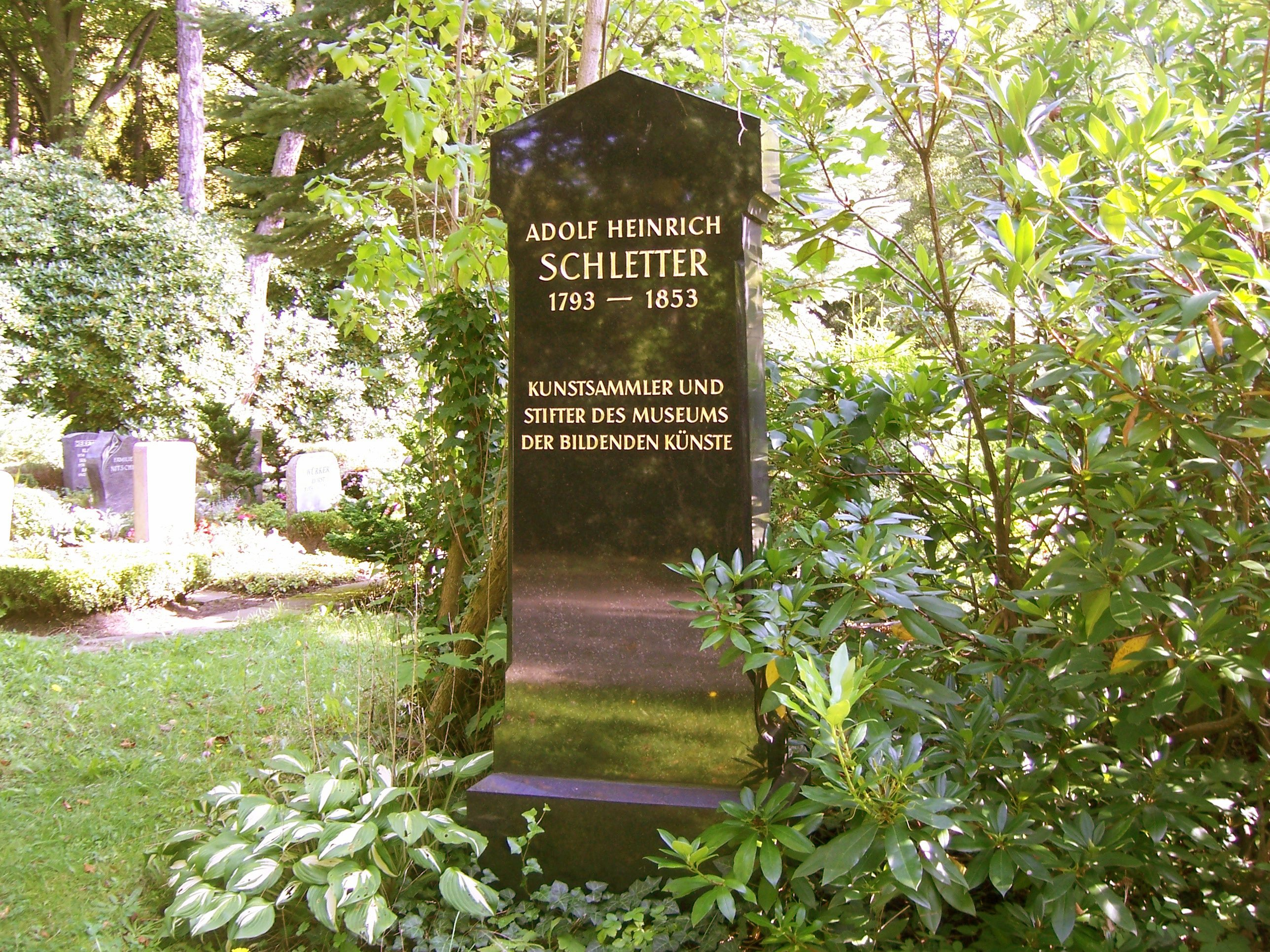
Grabmal Schletters auf dem Südfriedhof in Leipzig nach seiner Umbettung von Neuen Johannisfriedhof